# Alfredo Ormando
Alfredo Ormando (* 15. Dezember 1958 in Messina; † 23. Januar 1998 in Rom) war ein homosexueller italienischer Theologe und Schriftsteller. Er zündete sich am 13. Januar 1998 auf dem Petersplatz an, um gegen die Haltung der römisch-katholischen Kirche gegenüber Homosexualität zu protestieren. Für viele wurde er dadurch zu einem Symbol für eine menschenunwürdige Haltung der katholischen Kirche gegenüber homosexuellen Christen.

## Leben
Ormando wurde in die Intensivstation des Sant’Eugenio Krankenhaus eingeliefert, nachdem das Feuer von zwei Polizisten gelöscht wurde, starb dort jedoch einige Tage später.
In einem Abschiedsbrief, der nach seinem Tod gefunden und veröffentlicht wurde, schrieb er:

„Ich bitte um Vergebung, auf diese Welt gekommen zu sein, dafür, dass ich die Luft mit meinem Atem vergiftet habe, dafür, dass ich gewagt hatte, zu denken, ich könne wie ein freier Mann leben, dafür, dass ich nicht akzeptieren konnte, dass ich anders sei – wo ich doch kein ‚Anders-Sein‘ fühlte, dafür, dass ich geglaubt habe, dass Homosexualität etwas Natürliches ist, dafür, dass ich mich auf die gleiche Stufe stellte wie Heterosexuelle… dafür, dass ich es wagte, zu lachen.“

Mit dem Wunsch nach einem Schutzpatron für Schwule wurde Ormando 2002 von der italienischen Schwulenorganisation Dionysos Arcigay zur Heiligsprechung vorgeschlagen.
Die christliche Aktivistengruppe Soulforce aus Amerika hielt 2005 eine Mahnwache auf dem Petersplatz. Sie forderten den Vatikan auf, sich für die Haltung gegenüber Homosexuellen zu entschuldigen und appellierten an die Gläubigen, den Vatikan durch die Verweigerung von Spenden zu boykottieren.